# Liko
Liko AB utvecklar och tillverkar mobila och stationära patientlyftar samt tillhörande lyftselar och andra lyfttillbehör för kunderna inom vårdsektorn. Största delen av Likos produktion säljs till marknader utanför Sverige, främst Europa, Nordamerika och Oceanien.
Liko uppges ha cirka 15-20 % andel av världsmarknaden inom sitt segment och är största leverantören i Skandinavien.[källa behövs]
Liko grundades 1979 av Gunnar Liljedahl. Företaget deltar aktivt i byns utveckling, med bland annat fotbollsplan och restaurang.
Oktober 2008 köptes Liko av den globala medicinteknikkoncernen Hill-Rom för nästan 1,3 miljarder. Likos huvudkontor i Alvik utanför Luleå, Norrbotten utsågs då till det ”globala kunskapscentret för lyft och förflyttning av patienter”. Hill-Rom har mer än 6 000 medarbetare, är noterade på NYSE och har sitt huvudkontor i Batesville, Indiana, USA. En bredare och kompletterande produktportfölj angavs som orsak till uppköpet. Hill-Rom kunde i och med köpet av Liko erbjuda de produkter som behövs och används i patientmiljön; sängar, madrasser, personlyftar, lyftselar, möbler mm.